# ألكسندر (دوق سودرمانلاند)
الأمير ألكسندر السويد، دوق سودرمانلاند (بالسويدية: Prins Alexander, hertig av Södermanland) (الكسندر إريك هوبرتوس برتيل؛ ولد 19 أبريل 2016 في ستوكهولم) أمير سويدي والابن الوحيد لكارل فيليب دوق فارملاند، وزوجته الأميرة صوفيا دوقة فارملاند.